# Jaap de Hullu
Jaap de Hullu (Zutphen, 30 maart 1958) is een Nederlands jurist gespecialiseerd in het straf(proces)recht. Hij studeerde aan de Rijksuniversiteit Groningen (RuG) en was enige tijd student-assistent bij Jan Lokin. Hij is oud-raadsheer in de Hoge Raad der Nederlanden en staatsraad in buitengewone dienst bij de Raad van State.

## Loopbaan
De Hullu was ruim tien jaar, tot 2003, hoogleraar straf(proces)recht aan de Universiteit van Tilburg. Hij schreef onder meer Materieel strafrecht, een handboek over het Nederlandse materiële strafrecht. Ook annoteerde hij vele strafrechtelijke arresten.
Per 1 september 2003 werd De Hullu benoemd tot raadsheer in de Hoge Raad. Hij was toen 45 jaar. Op 1 september 2017 werd hij benoemd tot vicepresident en voorzitter van de strafkamer, als opvolger van Leo van Dorst. Op 1 september 2023 ging hij met pensioen.
De Hullu is ook de auteur van een veelgebruikt handboek over het strafrecht, getiteld Materieel strafrecht en uitgegeven door Wolters Kluwer. Dit boek verscheen voor het eerst in 2000 en is vanaf de negende druk (2024) voortgezet door Piet Hein van Kempen.